# Joseph Henry Blackburne
Joseph Henry Blackburne (Manchester, 1841. december 10. – 1924. szeptember 1.) sakkozó volt, aki a 19. század második felében évtizedeken keresztül uralta az angol sakkozást.
Csak 18 éves korában tanulta meg a játékot, de aztán gyorsan kifejlődött tehetsége. Profi sakkozó pályája több, mint fél évszázadon ívelt át. Egy időben ő volt a világ második legjobb sakkozója, számos tornagyőzelemmel a háta mögött. Nagy élvezettel népszerűsítette a sakkot szimultánokon és vaksakk bemutatókon szerte az országban. Kiadta játszmái gyűjteményét és haláláig sakkrovatot vezetett.
Legendás italozó volt, a skót whisky nagy barátja. A bemutató mérkőzések során előszeretettel ivott és erről a szokásáról számtalan anekdota terjedt el. Ezek nem mind voltak számára hízelgőek, mivel a whiskyivás után néha kötekedővé vált és „áldozatai” közt sakkozók is voltak.